# Cire de ricin

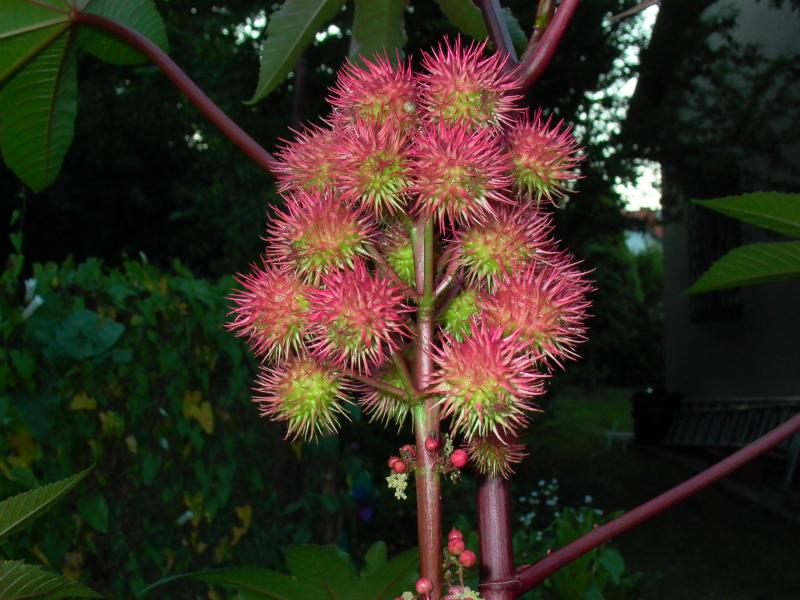
Fruits de Ricinus communis.

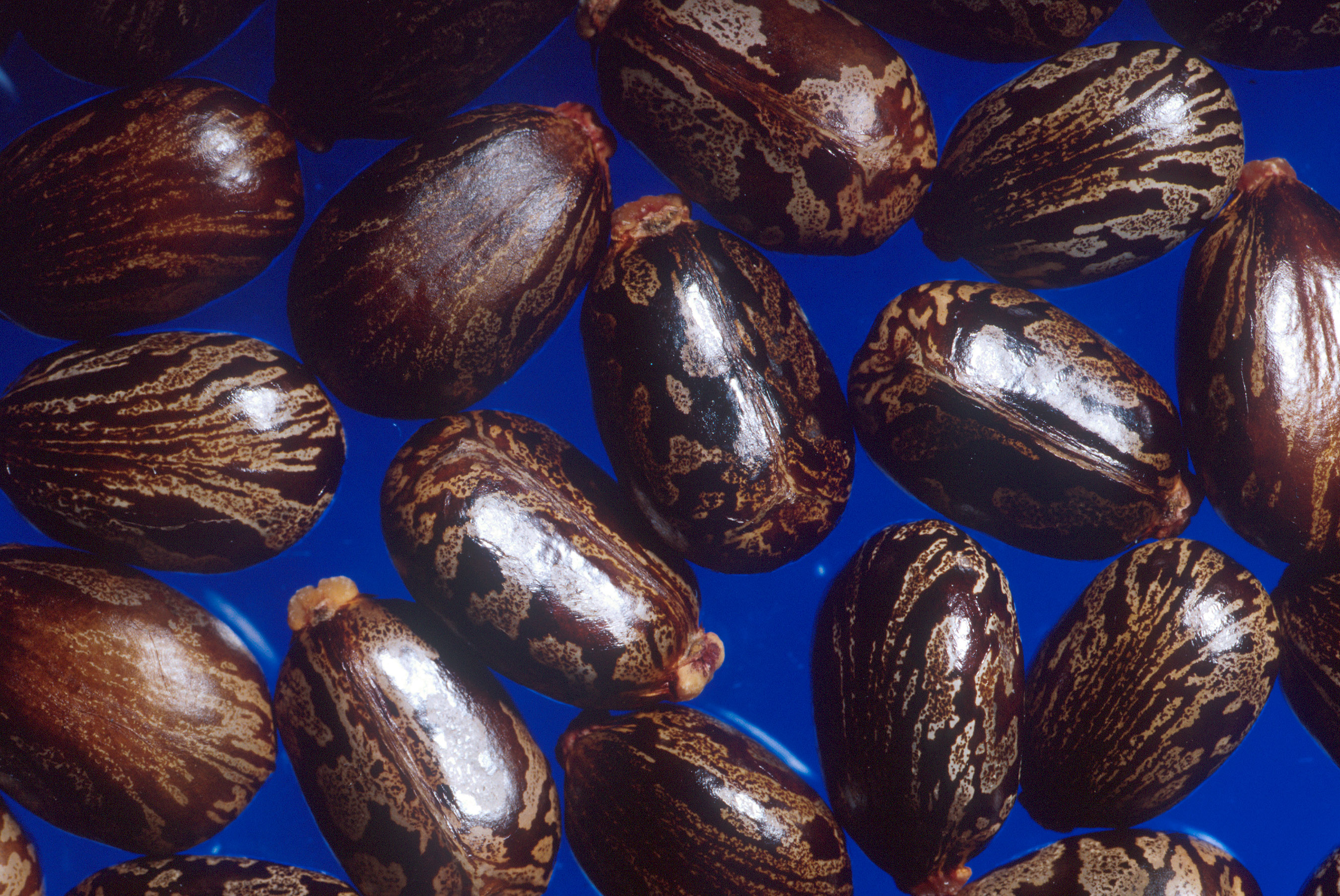
Graines du ricin commun dont on extrait l'huile de ricin, son hydrogénation fournit la cire.

La cire de ricin ou huile de ricin hydrogénée (en anglais : hydrogenated castor oil, HCO) est une cire végétale dure et cassante dérivée de l'huile de ricin.

## Propriétés
Au sens chimique, la cire de ricin est en fait un triglycéride et non une cire, c'est-à-dire un ester d'acide gras d'un alcool gras. En fonction de son degré d'hydrogénation, elle présente une large plage de points de fusion allant de 60 à 85 °C. L'indice d'acide varie de 2 à 4, l'indice d'hydroxyle est de 150, l'indice de saponification varie de 175 à 185 et l'indice d'iode est d'environ 4. La masse molaire de l'huile entièrement hydrogénée est de 938 g/mol.

## Production
La cire de ricin est produite par hydrogénation de l'huile de ricin avec de l'hydrogène sur du nickel de Raney. Seule la double liaison de l'acide ricinoléique est hydrogénée en conservant le groupe hydroxyle. Le taux de conversion de l'hydrogénation peut être déterminé par la détermination de l'indice d'iode.

## Utilisation
La cire de ricin est utilisée dans les produits de polissage, pour les condensateurs, le papier carbone et principalement comme lubrifiant,. En cosmétique, la cire de ricin est utilisée dans les produits de nettoyage de la peau. La cire de ricin est transformée en fines particules de différentes tailles par cristallisation par pulvérisation. Les fines particules ont un effet nettoyant et exfoliant.
L'éthoxylation de la cire de ricin avec de l'oxyde d'éthylène permet de produire des tensioactifs non ioniques. Dans la chimie du polyuréthane, la cire de ricin peut être utilisée comme composant alcool.